# Rowles Glacier
Rowles Glacier är en glaciär i Antarktis. Den ligger i Östantarktis. Nya Zeeland gör anspråk på området. Rowles Glacier ligger 905 meter över havet.
Terrängen runt Rowles Glacier är kuperad söderut, men norrut är den bergig. Terrängen runt Rowles Glacier sluttar norrut. Trakten är obefolkad. Det finns inga samhällen i närheten.